# Le Complot des condamnés
Pour plus de détails, voir Fiche technique et Distribution.
Le Complot des condamnés (Заговор обречённых) est un film dramatique soviétique réalisé par Mikhaïl Kalatozov et sorti en 1950. 
Il s'agit d'une adaptation de la pièce de théâtre éponyme de Nikolaï Virta.

## Synopsis
Une nouvelle conspiration se prépare dans un pays d'Europe de l'Est récemment libéré du fascisme par les troupes soviétiques.
L'ambassadeur américain McHill, dans sa tentative de transformer l'État indépendant en 49e État américain, devient l'inspirateur, l'organisateur et le centre d'un groupe de conspirateurs comprenant un certain nombre de hauts fonctionnaires et de personnalités publiques - la ministre de l'alimentation Christina Padera, le ministre de l'industrie et chef du parti catholique Hugo Vastis, le dirigeant social-démocrate, ministre de la sécurité publique et futur président du Parlement Joachim Pino, ainsi que l'agent du Vatican, le cardinal Birnch, et l'agent de l'impérialisme, la journaliste de Chicago, Kira Rachel.
McHill et Padera tentent d'organiser un blocus économique dans le pays afin d'accuser l'URSS d'être responsable de la famine en simulant une aide alimentaire qui proviendrait des États-Unis, ce pour quoi ils concluent une conspiration criminelle avec le gouvernement de la Yougoslavie voisine.
Après l'échec du vote parlementaire, où les nationalistes, le parti catholique et les sociaux-démocrates de droite étaient en faveur du plan Marshall, et les communistes, les agriculteurs et les Esdeks (« jeunes ») de gauche étaient contre, en alliance avec les masses populaires qui se pressaient sur la place devant le parlement, McHill tente d'organiser une intervention militaire à partir du sud du pays, menée par les forces militaires de Tito en alliance avec les États-Unis.
L'ambassadeur américain félicite déjà le personnel de l'ambassade « pour la splendide organisation du putsch ». Cependant, les militants du Parti communiste (dont Nikola Slaveno, Ganna Lihta, Max Venta), en alliance avec l'aile gauche des sociaux-démocrates (Mark Pino) et les représentants de l'Union des agriculteurs (Kosta Varra) et, surtout, avec les plus larges masses de travailleurs (ouvriers, paysans et partisans), parviennent à former une Résistance et à éliminer le mouvement de droite.
La rébellion est écrasée et tous les traîtres à leur propre peuple sont arrêtés, ainsi que le cardinal et l'agent étranger Rachel. McHill est expulsé du pays. Les communistes prennent le contrôle du gouvernement. Mais surtout, une délégation du parti communiste signe à Moscou un traité d'amitié et d'assistance mutuelle avec l'URSS, trouvant chez son voisin de l'Est (là où « le soleil se lève ») le seul soutien dans la lutte contre les fauteurs de guerre et les bellicistes impérialistes.
« Chers frères et sœurs », commence le discours du chef du parti communiste au parlement et au peuple de Slaveno. Et de poursuivre : « Nous avons été aidés par le généralissime Staline ! »

## Fiche technique
- Titre français : Le Complot des condamnés[1]
- Titre original : Заговор обречённых[2],[3],[4],[5],[6]

- Réalisation : Mikhaïl Kalatozov
- Scénario : Nikolaï Virta
- Photographie : Marc Maguidson (ru)
- Montage : G. Slavatinskaïa
- Musique : Vissarion Chebaline
- Décors : Iossif Chpinel (ru)
- Société de production : Mosfilm
- Pays d'origine :  Union soviétique
- Langue originale : russe
- Format : couleurs - 1,37:1 - Son mono - 35 mm
- Genre : drame
- Durée : 103 minutes
- Dates de sortie :
  - Union soviétique : 26 juin 1950

## Distribution
- Lioudmila Skopina (ru) : Ganna Likhta
- Pavel Kadotchnikov : Max Venta
- Vladimir Droujnikov : Mark Pino
- Valentina Serova : Kira
- Boris Sitko : Costa Varra
- Ivan Peltzer : Stéban
- Sofia Piliavskaïa : Christina Padera, ministre de l'Alimentation
- Alexandre Vertinski : Cardinal Birntch
- Maxime Schtrauch : Henry McHill, ambassadeur des États-Unis
- Oleg Jakov : Kourtov